# Ipotesi della pleiotropia antagonista

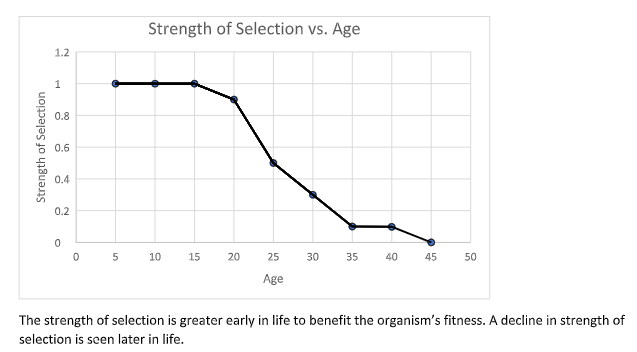

L'ipotesi della pleiotropia antagonista è una teoria che fu introdotta per la prima volta da Peter Medawar in un articolo del 1952 sulla teoria evolutiva dell'invecchiamento e poi ulteriormente elaborata in un articolo chiave di George C. Williams nel 1957. Ha stimolato una vasta e proficua letteratura sulla spiegazione evolutiva della senescenza. La pleiotropia, che è il fenomeno in cui un singolo gene ha un impatto su più tratti fenotipici in un organismo, è uno degli attributi più comunemente osservati dei geni. Un gene è considerato pleiotropico antagonista se controlla più tratti fenotipici, con almeno uno di questi tratti che è benefico per la fitness dell'organismo e almeno uno che è dannoso.
Questa linea di ricerca genetica è emersa come un tentativo di rispondere alla domanda: "Se la sopravvivenza e la riproduzione dovrebbero essere sempre favorite dalla selezione naturale, perché l'invecchiamento, che può essere descritto come il declino correlato all'età del tasso di sopravvivenza e della riproduzione in termini evolutivi, è quasi onnipresente nel mondo naturale?". L'ipotesi della pleiotropia antagonista fornisce una risposta parziale a questa domanda. Come spiegazione evolutiva dell'invecchiamento, l'ipotesi si basa sul fatto che la capacità riproduttiva diminuisce con l'età in molte specie e, quindi, anche la forza della selezione naturale diminuisce con l'età (perché non può esserci selezione naturale senza riproduzione). Poiché la forza della selezione diminuisce nel corso dei cicli di vita dell'uomo e di alcuni altri organismi, la selezione naturale in queste specie tende a favorire "alleli che hanno effetti benefici precoci, ma effetti deleteri successivi".

Inoltre, la pleiotropia antagonista fornisce un quadro per comprendere perché molti disturbi genetici, anche quelli che possono impattare negativamente sulla salute (ad esempio l'anemia falciforme), risultano essere relativamente prevalenti nelle popolazioni quando, visti attraverso la lente di semplici processi evolutivi, dovrebbero essere osservati a frequenze molto basse a causa della forza della selezione naturale. I modelli genetici delle popolazioni mostrano che la pleiotropia antagonista consente di mantenere i disordini genetici a frequenze ragionevolmente elevate "anche se i benefici per la forma fisica sono esili". In questo senso, la pleiotropia antagonista costituisce la base di un "compromesso genetico tra le diverse componenti della fitness".

## Compromessi tra mortalità e riproduzione
Nella teoria dell'evoluzione, il concetto di fitness ha due componenti: mortalità e riproduzione. Il pleiotropismo antagonista si fissa nei genomi creando compromessi validi tra o all'interno di queste due componenti. L'esistenza di questi compromessi è stata chiaramente dimostrata in specie umane, botaniche e insetti. Per esempio, un'analisi dell'espressione genica globale nella mosca della frutta, Drosophila melanogaster, ha rivelato 34 geni la cui espressione coincideva con il compromesso genetico tra la sopravvivenza larvale e la dimensione adulta. L'espressione congiunta di questi candidati "geni del compromesso" ha spiegato l'86,3% dei compromessi presenti. Questi compromessi possono risultare dalla selezione a livello dell'organismo o, più sottilmente, tramite meccanismi per l'allocazione di risorse scarse nel metabolismo cellulare.
Un altro esempio si trova in uno studio del fiore di scimmia giallo, una pianta annuale. Lo studio documenta un compromesso tra i giorni alla fioritura e la capacità riproduttiva. Questo atto di bilanciamento genetico determina quanti individui sopravvivono alla fioritura in una breve stagione di crescita (viabilità) e influenza anche la produzione di semi dei sopravvissuti (fecondità). Gli scienziati scoprono che i compromessi tra la viabilità della pianta e la fecondità possono generare un polimorfismo stabile in condizioni sorprendentemente generali. Quindi, per questo fiore annuale, rivelano un compromesso tra mortalità e fecondità e, sempre secondo gli scienziati, questo compromesso è rilevante anche per altre piante annuali.

### Ruolo nella fecondità e nella senescenza
La senescenza si riferisce al processo di cambiamento fisiologico negli individui di una specie con l'invecchiamento. Un gene pleiotropico antagonista può essere selezionato se ha effetti benefici nella prima età della vita mentre manifesta i suoi effetti negativi più tardi, poiché i geni tendono ad avere un impatto maggiore sulla fitness di un organismo nel pieno della vita piuttosto che nella vecchiaia. L'articolo di Williams del 1957 ha motivato molti studi successivi sulle cause evolutive dell'invecchiamento. Questi studi mostrano chiari compromessi che coinvolgono aumenti precoci della fecondità e aumenti successivi della mortalità.
Uno di questi studi testa l'ipotesi che la morte per malattie cardiovascolari negli esseri umani sia collegata a un pleiotropismo antagonista operante attraverso l'infiammazione. Poiché il sistema immunitario umano si è evoluto in un ambiente ancestrale caratterizzato da abbondanti patogeni, le risposte pro-infiammatorie protettive sono state senza dubbio selezionate in questi ambienti. Tuttavia, in termini di rischio cardiovascolare, queste stesse risposte infiammatorie possono essere dannose, specialmente, più recentemente, nei paesi ricchi dove l'aspettativa di vita è molto più lunga rispetto all'ambiente ancestrale. Lo studio esamina la mortalità, in un periodo dai 3 ai 5 anni, in un gruppo di 311 donne olandesi di 85 anni. Sono state registrate informazioni sulla loro storia riproduttiva così come i risultati di esami del sangue, test genetici ed esami fisici. Lo studio ha scoperto che gli individui con un rapporto pro-infiammatorio TNFα/IL-10 più elevato avevano un'incidenza significativamente più alta di morte per malattie cardiovascolari in età avanzata. Questo risultato supporta l'ipotesi che questo genotipo fosse prevalente perché rapporti più elevati di TNFα/IL-10 permettono agli individui di combattere più efficacemente le infezioni durante gli anni riproduttivi.

### Ruolo nella malattia
La sopravvivenza di molte gravi malattie genetiche nella storia evolutiva umana ha portato i ricercatori a rivalutare il ruolo della pleiotropia antagonista nelle malattie. Se le malattie genetiche sono causate da mutazioni di un singolo allele deleterio, allora la selezione naturale, agendo nel corso del tempo evolutivo, dovrebbe risultare in una frequenza di mutazioni inferiore rispetto a quella attualmente osservata. In un articolo di revisione del 2011, Carter e Nguyen discutono di diverse malattie genetiche, sostenendo che, lungi dall'essere un fenomeno raro, la pleiotropia antagonista potrebbe essere un meccanismo fondamentale attraverso il quale "alleli con gravi effetti deleteri sulla salute possono essere mantenuti a frequenze clinicamente rilevanti con solo minori effetti pleiotropici benefici".
Un esempio di ciò è l'anemia falciforme, che comporta un'anomalia nella proteina emoglobina che trasporta l'ossigeno presente nei globuli rossi. I portatori dell'allele deleterio hanno aspettative di vita molto più basse, con gli omozigoti che raramente raggiungono i 50 anni di età. Tuttavia, questo allele migliora anche la resistenza alla malaria. Pertanto, nelle regioni in cui la malaria esercita o ha esercitato una forte pressione selettiva, l'anemia falciforme è stata selezionata per la sua resistenza parziale conferita alla malattia. Mentre gli omozigoti non avranno alcuna protezione dalla malaria o una drammatica propensione all'anemia falciforme, gli eterozigoti hanno meno effetti fisiologici e una resistenza parziale alla malaria. Dunque il gene responsabile della malattia falciforme si è fissato con frequenze relativamente alte nelle popolazioni minacciate dalla malaria, generando un compromesso valido tra la morte per questa malattia non trasmissibile e la morte per malaria.
In un altro studio sulle malattie genetiche, 99 individui con la sindrome di Laron (una rara forma di nanismo) sono stati monitorati insieme ai loro parenti non nani per un periodo di dieci anni. I pazienti con sindrome di Laron possiedono uno dei tre genotipi per il gene del recettore dell'ormone della crescita (GHR). La maggior parte dei pazienti presenta una mutazione del sito di giunzione A→G in posizione 180 nell'esone 6. Alcuni altri possiedono una mutazione senza-senso (R43X), mentre il resto è eterozigote per le due mutazioni. I pazienti con sindrome di Laron hanno sperimentato un'incidenza più bassa di mortalità per cancro e diabete rispetto ai loro parenti non nani. Questo suggerisce un ruolo per la pleiotropia antagonista, in cui una mutazione deleteria viene preservata in una popolazione perché conferisce comunque un certo beneficio alla sopravvivenza.
Un altro caso di pleiotropia antagonista si manifesta nella malattia di Huntington, un raro disturbo neurodegenerativo caratterizzato da un elevato numero di ripetizioni CAG all'interno del gene Huntingtin. L'insorgenza della malattia di Huntington è solitamente osservata dopo l'età riproduttiva e comporta generalmente spasmi muscolari involontari, difficoltà cognitive e problemi psichiatrici. L'elevato numero di ripetizioni CAG è associato ad un'attività aumentata di p53, una proteina soppressiva del tumore che partecipa all'apoptosi. È stato ipotizzato che ciò spieghi i tassi più bassi di cancro tra i pazienti con la malattia di Huntington. La malattia di Huntington è anche correlata con un'alta fecondità.

### Ruolo nella selezione sessuale
Si ritiene generalmente che l'evoluzione delle caratteristiche sessuali secondarie persista fino a quando i costi relativi alla sopravvivenza non superano i benefici del successo riproduttivo. A livello genetico, ciò significa un compromesso tra variazione ed espressione dei tratti selezionati. Una selezione sessuale forte e persistente dovrebbe portare a una diminuzione della variazione genetica per questi tratti. Tuttavia, sono stati segnalati livelli più elevati di variazione nei tratti sessualmente selezionati rispetto ai tratti non sessualmente selezionati. Questo fenomeno è particolarmente evidente nelle specie lek, dove il comportamento di corteggiamento dei maschi non conferisce alcun vantaggio immediato alla femmina. Si presume che la scelta femminile dipenda dalla correlazione tra le esibizioni dei maschi (caratteristiche sessuali secondarie) e la qualità genetica complessiva. Se tale selezione sessuale direzionale esaurisce la variazione nei maschi, perché la scelta femminile dovrebbe continuare ad esistere? Rowe e Houle rispondono a questa domanda (il paradosso del lek) utilizzando il concetto di cattura genetica, che collega i tratti sessualmente selezionati con la condizione generale dell'organismo. Essi sostengono che i geni per le caratteristiche sessuali secondarie devono essere collegati pleiotropicamente alla condizione, una misura della fitness dell'organismo. In altre parole, la variazione genetica nelle caratteristiche sessuali secondarie è mantenuta a causa della variazione nella condizione dell'organismo.

## Ubiquità nella genetica delle popolazioni
Gli avanzamenti nella mappatura del genoma hanno aperto nuove strade per la ricerca sulla pleiotropia antagonista. Queste indagini sono prevalentemente condotte in laboratorio, ma anche in popolazioni selvatiche. Quest'ultimo scenario offre il vantaggio di esporre la ricerca alla complessità completa dell'esperienza di selezione, inclusi concorrenti, predatori e parassiti, sebbene introduca anche fattori idiosincratici specifici di determinate aree geografiche. Per confermare con certezza che una certa pleiotropia è effettivamente antagonista e non il risultato di altre cause concorrenti (come l'ipotesi dell'accumulo di mutazioni), è essenziale identificare il gene preciso che manifesta la pleiotropia. Questo è ora sempre più fattibile con organismi che hanno mappature genomiche dettagliate, come topi, moscerini della frutta e umani. Un'analisi del 2018 su questa ricerca ha evidenziato che "la pleiotropia antagonista è da qualche parte tra molto diffusa o ubiquitaria nel regno animale… e potenzialmente in tutti i domini della vita…".